# 베니 (대한민국의 가수)
베니(본명: 배소민, 1978년 2월 11일 ~ )는 대한민국의 가수다.

## 학력
- 중앙대학교 창작음악학과
- 중앙대학교 대학원 공연영상학과 석사

## 연기 활동

### 영화
- 2006년 《미녀는 괴로워》 ... 핑크, 음악부문 역

### 뮤직비디오
- 2006년 버블시스터즈 - 눈물이 나요

### 공연
- 2008년 《젤소미나》

## 방송

### 텔레비전
- 2005년 엠넷 《3pm NEWS》
- 2005년 SBS 《한밤의 TV연예》
- 2005년 EBS 《씽씽 동물나라》
- 2005년 K-STAR 《타워스테이지》
- 2007년 OGN 《랍스타》

### 라디오
- 2005년 DMB라디오 ZAM2U 《베니의 뮤직 블로그》

## 음반
- 2007년 1집 - Venny
- 2011년 레이싱퀸2 OST Part 2
- 2012년 Hey U - 빅 OST
- 2014년 배소민 (Bae Somin)
- 2014년 Sweetholic
- 2017년 Sunset Glow

### 상상밴드
- 2005년 1집 - 첫 번째 상상
- 2005년 싸이월드 CF송
- 2007년 2집 - 두 번째 상상
- 2009년 Acoustic Diary
- 2009년 Melody Picnic